# Ҕ
Ҕ (minuskule ҕ) je písmeno cyrilice. Jedná se o variantu písmena Г. Je používáno v abcházštině, v jakutštině a v juitštině. V abcházštině je v novějších textech nahrazováno písmenem Ӷ.